# دینگلیشنا هیلز (آلاسکا)
دینگلیشنا هیلز (به انگلیسی: Dinglishna Hills) یک منطقهٔ مسکونی در ایالات متحده آمریکا است که در آلاسکا واقع شده‌است. دینگلیشنا هیلز ۲۱٫۳۴ متر بالاتر از سطح دریا واقع شده‌است.